# 디온 콜

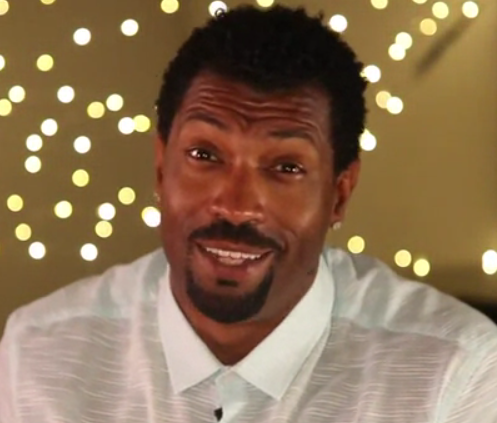

디온 콜(Deon Cole, 1972년 1월 9일 ~ )은 미국의 희극인, 배우이다.
시카고에서 태어났다.

## 출연 작품

### 영화
- 우리 동네 이발소에 무슨 일이 3 (2016)
- 더 피메일 브레인 (2017, The Female Brain)

### 텔레비전
- 블랙키쉬 (2014-22)
- 그로운-이시 (2018-22, Grown-ish)